# 's-Gravenmade

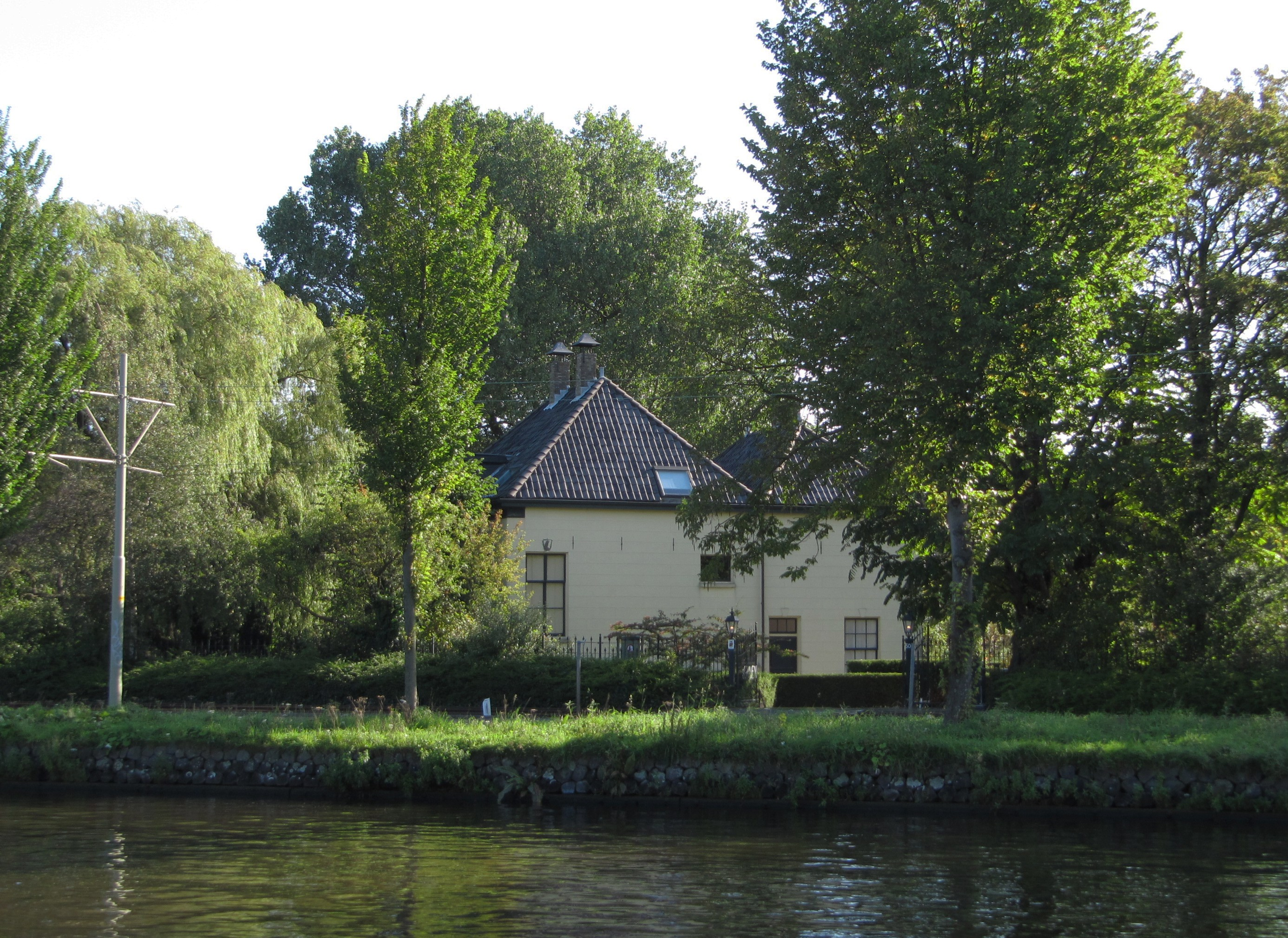
's-Gravenmade in 2010

 's-Gravenmade was een kleine buitenplaats in de Nederlandse plaats Rijswijk (provincie Zuid-Holland).
De naam 's-Gravenmade komt al in de 15e eeuw voor, maar de hofstede aan de Delftweg stamde waarschijnlijk uit de 17e eeuw. In 1677 verkochten Edouard Travel en Jacoba Spiering de boerderij met 20 morgen land aan Heer Pieter Ronaer, dijkgraaf van Poortugaal. In 1728 kocht Johan Sixti het goed en bouwde er het huidige herenhuis. Hij verkocht het in 1736 aan Anthony Bartouw. Diens weduwe verkocht het in 1747 aan mr. Cornelius Swalmius, advocaat bij het Hof van Holland. In 1749 veilde hij het en Paulus van den Boogaard, schepen van Delft, werd de nieuwe eigenaar. In 1791 kocht Jan Dionys Viruly het van Van den Boogaard. 's-Gravenmade is nu een rijksmonument.
's-Gravenmade is ook de naam van de vlak bij de hofstede gelegen tramremise aan de Delftweg, waar de HTM van 1923 tot 1970 de trams van de buitenlijnen van Den Haag via Rijswijk naar Delft en Voorburg stalde, onderhoud gaf, reparaties uitvoerde en die tevens diende als opslagplaats voor rails, bielzen enz. . De remise is niet meer aanwezig; het Bielzenspoor bestaat nog steeds.